# Equações do telegrafista
As equações do telégrafo ou, mais propriamente, equações do telegrafista, são um par de equações diferenciais lineares que descrevem a tensão e corrente em circuitos elétricos de linhas de transmissão com a distância e o tempo. As equações vêm de Oliver Heaviside, que, na década de 1880, desenvolveu o modelo de linha de transmissão, que é descrito neste artigo. O modelo demonstra que as ondas eletromagnéticas podem ser refletidas no fio, e que os padrões de onda podem aparecer ao longo da linha. A teoria se aplica a linhas de transmissão de todas as frequências, inclusive linhas de transmissão de alta-frequência (tais como fios telegráficos e condutores de radiofrequência), frequência de áudio (tais como linhas telefônicas), de baixa freqüência (tais como linhas de energia) e de corrente contínua.

## Componentes distribuídos

Representação esquemática dos componentes elementares de uma linha de transmissão.

As equações do telégrafo, como todas as outras equações que descrevem fenômenos elétricos, resultam das equações de Maxwell. Em uma abordagem mais prática, supõe-se que os condutores são compostos por uma série infinita de componentes elementares, cada um representando um infinitamente pequeno segmento da linha de transmissão:
- A resistência distribuída {\displaystyle R} dos condutores é representada por um resistor em série (expresso em ohms por unidade de comprimento).
- A indutância distribuída {\displaystyle L} (devido ao campo magnético ao redor do fio, auto-indutância, etc.) é representada por um indutor em série (henries por unidade de comprimento).
- A capacitância {\displaystyle C} entre os dois condutores é representado por um capacitor  shunt C (farads por unidade de comprimento).
- A condutância {\displaystyle G} do material dielétrico que separa os dois condutores é representado por um resistor shunt entre o fio de sinal e o fio de retorno  (siemens por unidade de comprimento). Este resistor no modelo tem uma resistência de ohms.

O modelo consiste de uma série infinita dos elementos infinitesimais mostrados na figura, e os valores dos componentes são especificados por unidade de comprimento; por isso a imagem do elemento pode parecer enganosa. Uma alternativa é utilizar a notação de {\displaystyle R'}, {\displaystyle L'}, {\displaystyle C'}, e {\displaystyle G'} para enfatizar que os valores são derivadas com relação ao comprimento. Estes valores são todos constantes em relação ao tempo, à tensão e à corrente. Eles podem ser funções não constantes da frequência.

### As equações
As equações do telégrafo são:
{\displaystyle {\frac {\partial V}{\partial x}}(x,t)=-L{\frac {\partial I}{\partial t}}(x,t)-RI(x,t)}
{\displaystyle {\frac {\partial I}{\partial x}}(x,t)=-C{\frac {\partial V}{\partial t}}(x,t)-GV(x,t)}
Estas podem ser formuladas como equações diferenciais parciais de apenas uma variável, que são conhecidas como equações do telegrafista:
{\displaystyle {\frac {\partial ^{2}V}{\partial x^{2}}}(x,t)=LC{\frac {\partial ^{2}V}{\partial t^{2}}}(x,t)+(RC+GL){\frac {\partial V}{\partial t}}(x,t)+GRV(x,t)}
{\displaystyle {\frac {\partial ^{2}I}{\partial x^{2}}}(x,t)=LC{\frac {\partial ^{2}I}{\partial t^{2}}}(x,t)+(RC+GL){\frac {\partial I}{\partial t}}(x,t)+GRI(x,t)}